# Dagmar Dempe
Dagmar Dempe (* 1953 in Weimar) ist eine deutsche Synchronsprecherin. Sie lebt in München. Bekannt ist sie vor allem als deutsche Feststimme von Meryl Streep.

## Leben und Wirken
Schon als Kind spielte Dagmar Dempe in einer Laienspielgruppe Theater. Nach einer Ausbildung an der Leipziger Schauspielschule war sie 15 Jahre lang am Theater beschäftigt. Damals synchronisierte sie bereits gelegentlich, übernahm jedoch auch kleinere Filmrollen, so 1976 im Polizeiruf 110: Der Fensterstecher sowie im gleichen Jahr im DEFA-Film Nelken in Aspik. Zu Beginn der 1990er-Jahre zog Dagmar Dempe nach München.
Als Synchronsprecherin hat sie allein Meryl Streep in über dreißig Filmen synchronisiert, angefangen 1995 in der Literaturverfilmung Die Brücken am Fluß, nachdem sie die damals zurückgezogene Hallgerd Bruckhaus ablöste. Weiteren Bekanntheitsgrad erreichte sie als Jill Taylor in der Familien-Sitcom Hör mal, wer da hämmert, die von 1996 bis 2000 auf RTL neu synchronisiert ausgestrahlt wurde.
Seit 2007 ist sie Station-Voice von Bayern 2.

## Synchronisation (Auswahl)
Meryl Streep
- 1995: Die Brücken am Fluss als Francesca Johnson
- 2005: Couchgeflüster als Lisa Metzger
- 2006: Der Teufel trägt Prada als Miranda Priestly
- 2008: Mamma Mia! als Donna
- 2009: Glaubensfrage als Schwester Aloysius Beauvier
- 2009: Julie & Julia als Julia Child
- 2009: Wenn Liebe so einfach wäre als Jane
- 2013: Ricki – Wie Familie so ist als Ricki
- 2014: Hüter der Erinnerung – The Giver als Chefälteste
- 2015: Into the Woods als Die Hexe
- 2016: Florence Foster Jenkins als Florence Foster Jenkins
- 2018: Die Verlegerin als Kay Graham
- 2020: Little Women als Tante March
- 2020: The Prom als Dee Dee Allen
- 2021: Don’t Look Up als Präsidentin Orlean
- seit 2023: Only Murders in the Building als Loretta Durkin

S. Epatha Merkerson
- 1992–2010: Law & Order als Lt. Anita van Buren
- seit 2015: Chicago Med als Sharon Goodwin

Heather Mitchell
- 1997: Spellbinder – Gefangen in der Vergangenheit als Ashka
- 1998: Spellbinder – Im Land des Drachenkaisers als Ashka

Glenn Close
- 1997: Air Force One als Vizepräsidentin Kathryn Bennett
- 2008–2009: Die Simpsons als Mona Simpson

Mary McDonnell
- 2010–2013: The Closer als Sharon Raydor
- 2013–2018: Major Crimes als Sharon Raydor

Adjoa Andoh
- 2020– : Bridgerton als Lady Agatha Danbury
- 2023: Queen Charlotte: Eine Bridgerton-Geschichte als Lady Agatha Danbury

### Filme
- 1992: Stanislava Bartosová in Prinzessin Fantaghirò II als Amme
- 2000: Joan Allen in Rufmord – Jenseits der Moral als Sen. Laine Hanson
- 2005: Miranda Richardson in Harry Potter und der Feuerkelch als Rita Kimmkorn
- 2006: Patricia Clarkson in The Woods als Ms. Traverse
- 2012: Pam Ferris in The Raven – Prophet des Teufels als Mrs. Bradley
- 2015: Anjelica Huston in Tinkerbell und die Legende vom Nimmerbiest als Königin Clarion
- 2015: Jacqueline Bisset in Im Himmel trägt man hohe Schuhe als Miranda
- 2019: Charlotte Chatton in Maleficent: Mächte der Finsternis als Erzählerin
- 2020: Geena Davis in Code Ava – Trained To Kill als Bobbi Faulkner

### Serien
- 1996–2000: Patricia Richardson in Hör mal, wer da hämmert als Jill Taylor
- 1998–2004: Beth Broderick in Sabrina – Total Verhext! als Tante Zelda
- 1998–2004: Hattie Winston in Becker als Margaret Wyborn
- 2006: Barbara Eve Harris in 10.5 – Apokalypse als Mrs. Stacy Warner, FEMA Director
- 2006–2008: Candice Bergen in Boston Legal als Shirley Schmidt (54 Episoden)
- 2012–2013, 2015, 2017: Gabriella Rose in Once Upon a Time – Es war einmal … als Ruth
- 2016–2018: Lucila Gandolfo in Soy Luna als Sharon Benson
- 2019–2022: Valerie Mahaffey in Dead to Me als Lorna Harding

## Filmografie
- 1976: Polizeiruf 110: Der Fensterstecher (TV-Reihe)
- 1976: Nelken in Aspik